# Гістотоксин
Гістотоксин — (англ. murine toxin — «мишачий токсин»), речовина, що пригнічує мітохондріальне дихання клітин.
Є екзотоксином чумної палички, збудника чуми.
Порушує дихальний ланцюг, внаслідок чого не утворюється АТФ. Відмирають клітини. потім відбувається некроз тканин. Якщо легенева форма чуми — 100 % летальність (без лікування).